# 加藤近代美術館
加藤近代美術館（かとうきんだいびじゅつかん）は、かつて埼玉県秩父市本町3-1に所在した私立美術館である。1982年（昭和57年）4月に開設されたが、2001年（平成13年）9月休館、2002年（平成14年）春に閉館した。加藤卓二（元衆議院議員）のコレクションを中心に所蔵・展示していた。

## 所蔵品
アンドリュー・ワイエスの作品を中心に、ルノアール、ムンク、ユトリロ、ボナール、岸田劉生、梅原龍三郎、黒田清輝、坂本繁二郎。現代の絹谷幸二、奥谷博。彫刻では柳原義達、舟越保武。挿絵画家であるワイエスの父N.C.ワイエスの作品も展示した。その他に国内作家としては牛島憲之の作品が多い。
ワイエスの作品では
- ビューティー・マーク（金髪の上半身裸婦）
- ウィーンフィールドのポーチ（木造の建物の入口）
- 海辺の猟犬（農場の建物に背を向けた犬）
- ホーキング（鷹狩を思わせる金髪青年の横顔）
- 鳥の巣（庇の上には鳥の巣、その下にはモジャモジャ髪の中年女性）、
- 決闘（海岸の岩と櫂）とその習作、
- ヘンハウス（鶏小屋）

など著名なものが多かった。
閉館によって所蔵品は散逸したが、加藤近代美術館にあったワイエスの「ビューティー・マーク」が、名古屋の画廊「ギャラリー・タカミ」で発見され、2008年（平成20年）春に同画廊でワイエス展も開かれた。

## 建物
美術館が置かれていた建物は元々、秩父銘仙の問屋である柿原商店の建物（1916年建築）のを転用したものであった。美術館になる前は秩父織物組合事務所としても使われていた。1981年（昭和56年）、内部の一部を改装している。美術館は土蔵のギャラリーとして知られていた。
閉館後の2002年（平成14年）、建造物5件（旧柿原商店店舗及び主屋、石塀、土蔵3棟）が国の登録有形文化財となった。これらを秩父市が買取り、2004年（平成16年）4月17日に秩父ふるさと館（秩父札所 巡礼のやかた）とした。

## 資料
図版『加藤近代美術館』（TAKUJI　KATO　MODERN　ART　MUSEUM）1991年5月1日
監修本間正義・作品解説清水敏男（美術史家）・制作　集巧社